# دوشیزه نوجوان بین‌المللی (قاره آمریکا)
دوشیزه نوجوان بین‌المللی (انگلیسی: Miss Teen International) یک مسابقه زیبایی بین المللی برای دختران ۱۵ تا ۱۹ ساله از همه ملیت‌ها است که توسط تاجر اکوادوری رودریگو موریرا، صاحب کلیه حقوق مالکیت معنوی در برزیل، شیلی، کاستاریکا، دومینیکن، جمهوری السالوادور، اکوادور، مکزیک و پاناما اداره می‌شود.
برنده فعلی اففورا کنسولی از برزیل است که در ۱۵ نوامبر ۲۰۲۳ به عنوان دوشیزه نوجوان بین‌المللی ۲۰۲۳ در گوایاکیل، اکوادور تاجگذاری کرد.